# يوسف جمعة النجار
يوسف جمعة النجار ( 1921- 1982) هو شاعر وصحفي فلسطيني من مواليد القدس عام 1921، برز كمفكر متعدد المواهب في مجالات الأدب، والصحافة، التربية القومية.

## النشأة والتعليم
ولد النجار عام 1921 في القدس، وتلقى تعليمه الابتدائي والثانوي في كلية روضة المعارف الوطنية ونال شهادتها عام 1936، واصل بعدها تعليمه في القاهرة والتحق بكلية أصول الدين ، ونال شهادة في التربية وعلم النفس عام 1942، وأخذ دورات في الخط العربي، وحصل على دبلوم من مدرسة تحسين الخطوط الملكية في القاهرة عام 1942.

## حياته العملية
عاد نجار إلى القدس وعمل في دائرة الأوقاف الإسلامية، حيث شغل مناصب عدة، كان مساعد سكرتير، ثم سكرتير، ثم وكيل مدير عام، وبعد النكبة أصبح سكرتيراً لحاكم القدس عام 1950، ثم تحول إلى التدريس في مدرسة الكلية الأهلية برام الله وكان أستاذ لغة عربية، ومن ثم أصبح يدرس الفلسفة والمنطق وعلم الاجتماع في الكلية الإبراهيمية بالقدس.
انخرط نجار في الصحافة عندما كانت صحف القدس تستأنف نشاطها بعد الاحتلال، ورأس تحرير جريدة فلسطين عند استئناف صدورها، وكان محرراً مسؤولاً في جريدة البعث اليومية وفي جريدة الجهاد بالقدس، وشارك في تحرير جريدة المساء المقدسية، حيث كان ينشر فيها قصصًا قصيرة وخواطر أدبية.
انتخب في مجلس أمانة القدس، وتولّى منصب نائب رئيس جمعية تنظيم وحماية الأسرة الأردنية. في عام 1979 اختاره إقليم الشرق الأوسط وشمال أفريقيا كرئيس فخري ضمن الاتحاد الدولي لتنظيم الوالدية، ليكون أول عضو من المنطقة منذ تأسيس الأقليم عام 1964.

## مؤلفاته
يوجد لديه الكثير من الأعمال، منها:
- المنطق قديماً وحديثاً، وهو كتاب مدرسي.
- مبادئ علم الاجتماع، كتاب مدرسي.
- مباحث في الفلسفة، كتاب مدرسي.
- دراسات في الحِكر وتقديره.